# Stella (televizijska serija)
Stella je prva hrvatska glazbeno-dramska serija autorice i producentice Jelene Veljače. Serija je sa snimanjem krenula u travnju 2013. godine, a s emitiranjem 15. rujna 2013. na Novoj TV kada ju je ispred malih ekrana pratilo oko 730.000 ljudi što je ujedno čini i jednom od najpopularnijih hrvatskih serija u 2013. godini. 

## Glumačka postava

### Kroz cijelu seriju
| Glumac/ica         | Lik                             |
| ------------------ | ------------------------------- |
| Sementa Rajhard    | Jasmina Klarić                  |
| Vanda Winter       | Lana Lovrentijev                |
| Bojana Gregorić    | Ela Lovrentijev                 |
| Nebojša Glogovac † | Lukas Gavran                    |
| Stjepan Perić      | Orsat Bošković                  |
| Petra Dugandžić    | Katarina 'Kika' Karuzo Bošković |
| Ivan Glowatzky     | Kristijan Križanić              |
| Mladen Vulić       | Franjo Klarić                   |
| Linda Begonja      | Jagoda Klarić                   |
| Mislav Čavajda     | Mario Braut                     |
| Amar Bukvić        | Martin                          |
| Mate Gulin         | don Vito                        |
| Vedran Komerički   | Matija Mikić                    |
| Dino Rogić         | Mislav 'Mićo'                   |

## Međunarodna emitiranja
| Zemlja | TV mreža | Premijera serije | Kraj serije        |
| ------ | -------- | ---------------- | ------------------ |
|        | Nova TV  | 15. rujna 2013.  | 15. prosinca 2013. |